# Sibopathes
Sibopathes is een geslacht van neteldieren uit de klasse van de Anthozoa (bloemdieren).

## Soorten
- Sibopathes gephura van Pesch, 1914
- Sibopathes macrospina Opresko, 1993